# Elaphoglossum robinsonii
Elaphoglossum robinsonii är en träjonväxtart som beskrevs av Holtt. Elaphoglossum robinsonii ingår i släktet Elaphoglossum och familjen Dryopteridaceae. Inga underarter finns listade.